# Império da Zona Oeste
O Grêmio Recreativo Escola de Samba Império da Zona Oeste é uma escola de samba do Rio de Janeiro, sediada na Rua Julio Polisuk, 205, em Campo Grande. A agremiação foi criada como uma espécie de dissidência extra-oficial ligada ao Chora na Rampa. A princípio, seria apenas uma renomeação desta última, mas acabou sendo decidido abrir um CNPJ à parte. No entanto,  boa parte dos componentes das duas agremiações eram os mesmos, de modo que havia uma espécie de confusão entre a personalidade de ambas as agremiações.
Atualmente, encontra-se inativa.

## História

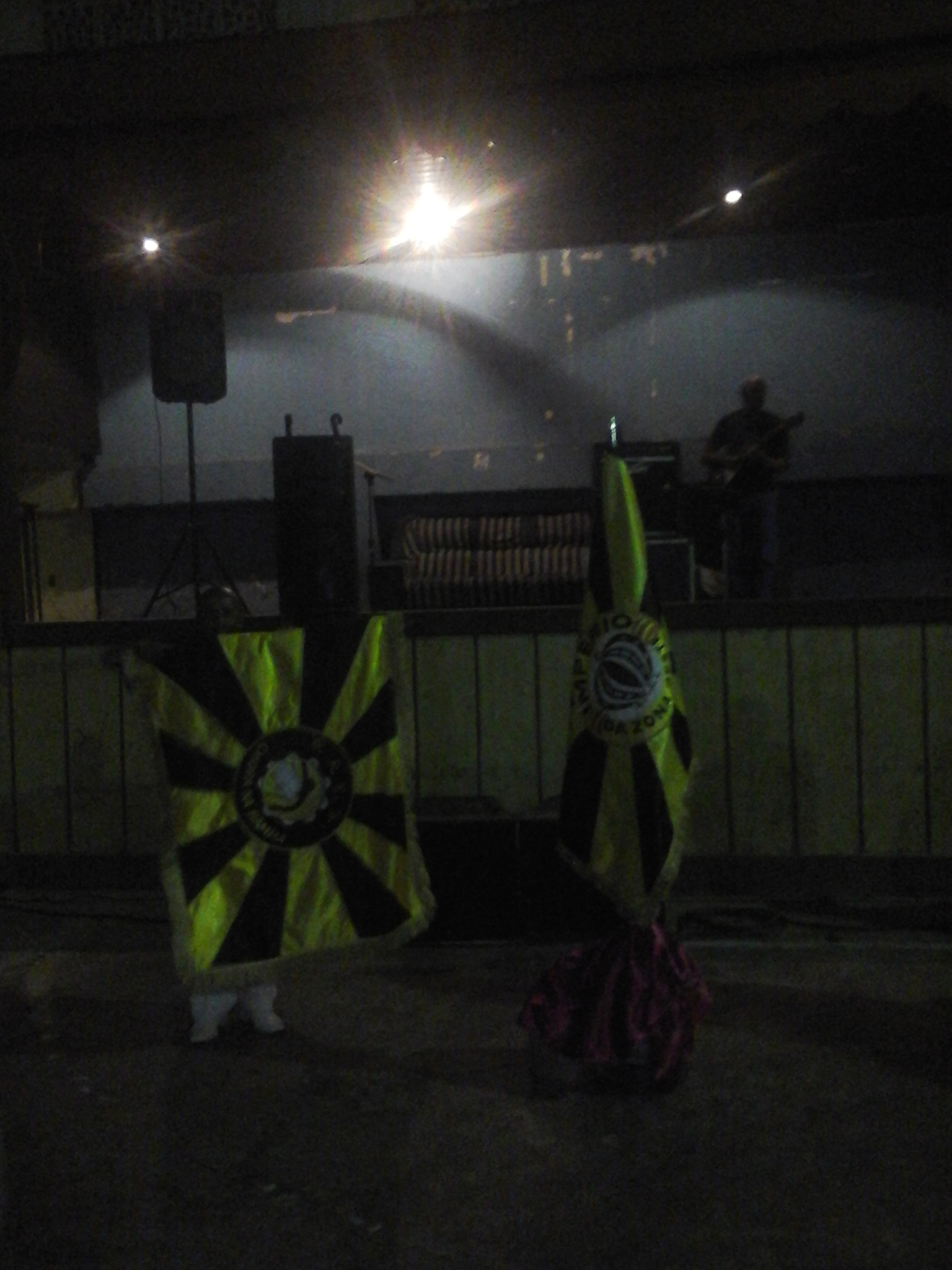
Bandeiras do Império da Zona Oeste e do Chora na Rampa.

Após o Carnaval 2015, foi anunciado pelo então presidente do Chora na Rampa, Jorge Matias de Oliveira, que haveria a mudança do nome da agremiação para Império da Zona Oeste. Ensaios foram realizados no Clube Colonial de Campo Grande, e depois no Grêmio de Paciência, onde as bandeiras do Chora da Rampa e do Império da Zona Oeste foram utilizadas pelos casais de mestre-sala e porta-bandeira.
Em meados de 2015, no entanto, houve uma reviravolta, quando o Império da Zona Oeste conseguiu a vaga no Grupo D que era da Corações Unidos do Amarelinho, incorporada pelo Favo de Acari. A partir deste momento, decidiu-se que o Império da Zona Oeste seria uma escola à parte, e o Chora na Rampa continuaria a existir, desfilando no Grupo E. Jorge Matias então assumiu a direção da nova escola, deixando a presidência do Chora na Rampa. Seu CNPJ foi aberto em 02/09/2015.
O Império da Zona Oeste fez sua estreia em 2016, pelo Grupo D, no domingo de Carnaval, abrindo os desfiles do Carnaval da Intendente Magalhães. Seu enredo foi uma homenagem ao programa de TV Esquenta!, de Regina Casé. A agremiação acabou rebaixada, e em 2017 estaria no mesmo grupo do Chora na Rampa. No entanto, o Império da Zona Oeste, apesar de ter chegado a anunciar enredo em homenagem ao bairro de Campo Grande, não desfilou, estando desde então ausente do Carnaval.

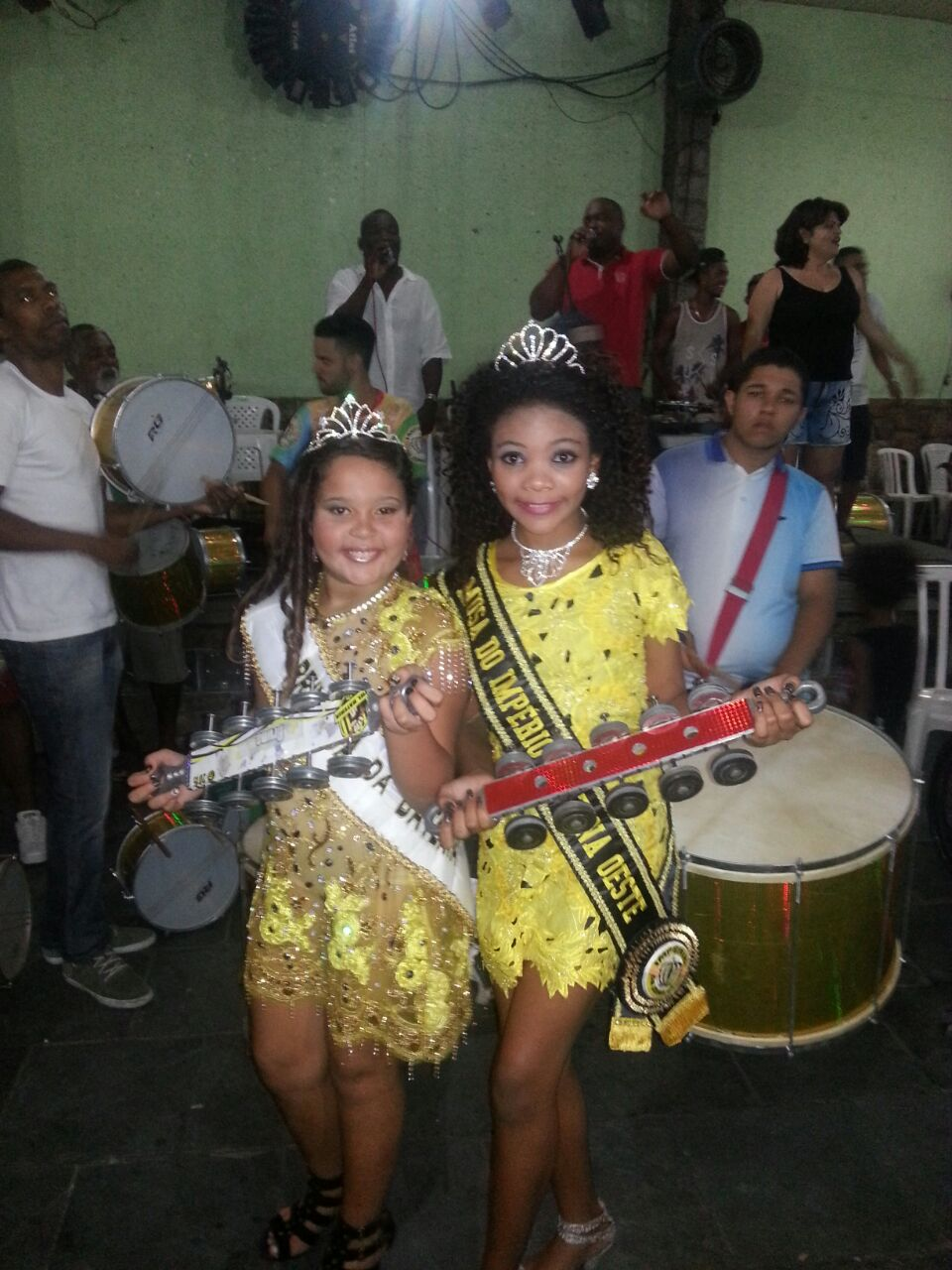
Crianças no ensaio do Império da Zona Oeste.

## Segmentos

### Presidentes
| Nome                     | Mandato               | Ref.  |
| ------------------------ | --------------------- | ----- |
| Jorge Matias de Oliveira | Fundação - atualidade | [ 2 ] |

### Diretores
| Ano  | Diretor de Carnaval                              | Diretor de harmonia | Mestre de bateria | Ref.  |
| ---- | ------------------------------------------------ | ------------------- | ----------------- | ----- |
| 2016 | Elson Bragança, Cleudes Vania e Vladimir Peixoto | Alessandro Mosquito | Nandão            | [ 3 ] |

### Coreógrafo
| Ano  | Nome        | Ref.  |
| ---- | ----------- | ----- |
| 2016 | Marcos Maya | [ 4 ] |

### Mestre-sala e Porta-estandarte
| Ano  | Nome               | Ref.  |
| ---- | ------------------ | ----- |
| 2016 | Vinícius e Claudia | [ 3 ] |

### Corte da bateria
| Ano  | Rainha            | Madrinha    | Musa        | Ref   |
| ---- | ----------------- | ----------- | ----------- | ----- |
| 2016 | Milena Figueiredo | Joana D'arc | Maria Clara | [ 3 ] |

## Carnavais
| Ano  | Colocação    | Grupo | Enredo | Carnavalesco  | Intérprete                         | Ref.        |
| ---- | ------------ | ----- | --- | ------------- | ---------------------------------- | ----------- |
| 2016 | 12º lugar    | D     | Esquenta!, Junto e Misturado: Xô Preconceito Compositores:Marcos Caldeirão, Lucas de Souza, Marquinhos do Cavaco, Nito de Souza, Douglas Ramos, Zieco Santa Cruz, Danilo Martins, William Picote, Igor Pagodinho e Pai Belego | Sandro Aguiar | Aurélio Brito Quinzinho do Império | [ 5 ] [ 6 ] |
| 2017 | Não desfilou | E     | Sob a ótica dos mestres, Campo Grande capital da Zona Oeste | Sandro Aguiar | Aurélio Brito                      |             |